# Okręty podwodne typu Marconi
Okręty podwodne typu Marconi – typ sześciu włoskich okrętów podwodnych, budowanych w latach 1938–1940, pozostających w służbie w czasie II wojny światowej.

## Historia budowy
Okręty podwodne typu Marconi zostały zaprojektowane jako rozwinięcie poprzedniego typu Marcello, z wydłużonym kadłubem i silnikami elektrycznymi o większej mocy. Były to jednostki zdolne do działań na Oceanie Atlantyckim i Indyjskim, budowane w celu użycia w przewidywanej wojnie przeciwko Wielkiej Brytanii.
Stępki pod dwa pierwsze okręty typu położono we wrześniu 1938 roku w stoczni Cantieri Riuniti dell'Adriatico (C.R.D.A.) w Monfalcone koło Triestu. Kolejne cztery budowała stocznia koncernu Odero-Terni-Orlando (OTO) w Muggiano koło La Spezia. Trzy jednostki wodowano jeszcze w 1939, trzy pozostałe w 1940 roku. W tym samym roku, od lutego do lipca, wszystkie weszły do służby w Regia Marina.

## Opis konstrukcji
Okręty podwodne typu Marconi były jednokadłubowymi jednostkami z kadłubem o przekroju kołowym, podzielonym przy pomocy grodzi wodoszczelnych na pięć przedziałów. Wytrzymałość kadłuba pozwalała uzyskać zanurzenie operacyjne 90 metrów. Załoga każdego okrętu składała się z 7 oficerów i 50 marynarzy. Okręty posiadały dwie komory ratunkowe, każda z windą ratunkową w postaci jednoosobowego cylindra, pozwalającego załodze ewakuować się z zatopionej jednostki.
Napęd okrętów na powierzchni stanowiły dwa silniki wysokoprężne produkcji C.R.D.A. o mocy 1800 KM każdy, zaś w pływaniu podwodnym dwa silniki elektryczne firmy Marelli o mocy po 750 KM każdy. Posiadany zapas paliwa dawał okrętom na powierzchni zasięg 2900 mil morskich przy prędkości 17 węzłów i 10 500 Mm przy prędkości ekonomicznej 8 w. Baterie akumulatorów pozwalały przebyć 110 Mm przy prędkości 3 w. w zanurzeniu.
Uzbrojenie okrętów podwodnych typu Marconi stanowiło osiem wyrzutni torped kal. 533 mm, umieszczone po cztery w przedziałach dziobowym i rufowym, z zapasem torped wynoszącym 16 sztuk. Ponadto okręty posiadały jedną armatę kal. 100 mm umieszczoną bezpośrednio na pokładzie przed kioskiem oraz cztery przeciwlotnicze wielkokalibrowe karabiny maszynowe kal. 13,2 mm na zdwojonych podstawach w tylnej części kiosku.
Po doświadczeniach zebranych w wyniku działań bojowych na Atlantyku, w 1941 roku okręty poddano modyfikacji, mającej na celu zmniejszenie możliwości ich wykrycia oraz poprawienie manewrowości. Polegała ona na usunięciu masywnych osłon peryskopów i zmniejszeniu rozmiarów kiosków.

## Przebieg służby okrętów
- „Guglielmo Marconi”(inne języki) – położenie stępki 19 września 1938, wodowanie 30 lipca 1939, w służbie od 8 lutego 1940. Stocznia C.R.D.A. w Monfalcone. Nazwany na cześć Guglielmo Marconiego, włoskiego fizyka, laureata Nagrody Nobla z 1909 roku. Już w pierwszym rejsie bojowym na Morzu Śródziemnym zatopił 11 lipca 1940 roku brytyjski niszczyciel HMS „Escort”. Następnie, podobnie jak pozostałe okręty typu, został przebazowany do bazy morskiej w Bordeaux (BETASOM) i rozpoczął u boku niemieckiej Kriegsmarine działania na Oceanie Atlantyckim. Został utracony z całą załogą w czasie ataku na konwój HG 75 w nocy z 27 na 28 października 1941 roku.
- „Leonardo da Vinci”(inne języki) – położenie stępki 19 września 1938, wodowania 16 września 1939, w służbie od 8 marca 1940. Stocznia C.R.D.A. Nazwany na cześć Leonarda da Vinci. Od października 1940 roku operował z bazy w Bordeaux. Pierwszy sukces odniósł 28 czerwca 1941 roku, zatapiając brytyjski zbiornikowiec „Auris” w rejonie Cieśniny Gibraltarskiej. Pomiędzy styczniem a lipcem 1942 roku okręt odbył dwa dalekie patrole u wybrzeży Brazylii, topiąc łącznie sześć statków alianckich. We wrześniu na „Leonardo Da Vinci” przeprowadzono próby z przystosowaniem okrętu do przenoszenia miniaturowego okrętu podwodnego CA-2 typu CA, polegające na usunięciu armaty i zainstalowaniu w jej miejsce specjalnego łoża z uchwytami mocującymi. Miały one na celu przygotowanie planowanego ataku dywersyjnego na port w Nowym Jorku, jednak na przeszkodzie stanęło niedopracowanie miniaturowej jednostki. Od października 1942 roku okręt, znów z armatą, patrolował atlantyckie wybrzeże Afryki, odnosząc kolejne sukcesy. W nocy z 13 na 14 marca 1943 roku okręt zatopił dwiema torpedami transatlantyk „Empress of Canada”, przewożący oprócz brytyjskich wojskowych także włoskich jeńców wojennych. W efekcie ataku zginęły 392 (lub 394) osoby. „Leonardo Da Vinci” zatopił statki o łącznym tonażu 120 243 BRT, będąc najskuteczniejszym włoskim okrętem podwodnym. Został zatopiony 23 maja 1943 roku wraz z całą załogą przez brytyjski niszczyciel HMS „Active”(inne języki) i fregatę HMS „Ness”.
- „Michele Bianchi” – położenie stępki w stoczni OTO w Muggiano 15 lutego 1939, wodowanie 3 grudnia 1939, wejście do służby 15 kwietnia 1940. Nazwę otrzymał od nazwiska Michele Bianchi, zmarłego w 1930 roku polityka Narodowej Partii Faszystowskiej (PNF) i ministra w rządzie Benito Mussoliniego. Do bazy w Bordeaux dotarł 18 grudnia 1940 roku, tocząc wcześniej wraz z innym włoskim okrętem podwodnym „Brin”(inne języki) nierozstrzygnięty pojedynek artyleryjski z brytyjskim HMS „Tuna”(inne języki). Zatonął wraz z całą załogą 5 lipca 1941 roku, storpedowany przez brytyjski okręt podwodny HMS „Tigris”(inne języki).
- „Luigi Torelli”(inne języki) – położenie stępki 15 lutego 1939, wodowanie 6 stycznia 1940, w służbie od 15 maja 1940. Stocznia OTO. Nazwany na cześć Luigiego Torelli (1810-1887), polityka i działacza na rzecz zjednoczenia Włoch. Od października 1940 roku działał na Atlantyku. Dowodzony przez kpt. Primo Longobardo(inne języki) zatopił w początku 1941 roku podczas jednego patrolu bojowego u zachodnich wybrzeży Szkocji cztery statki handlowe o łącznym tonażu 17 586 BRT. W grudniu 1941 roku uczestniczył w akcji przewiezienia do Europy niemieckich rozbitków z zatopionych krążownika pomocniczego „Atlantis” i jego statku zaopatrzeniowego „Python”. W 1942 roku okręt podjął patrole u wybrzeży Stanów Zjednoczonych. 6 czerwca na wodach Zatoki Biskajskiej został uszkodzony w wyniku ataku lotniczego. Kolejny atak, przeprowadzony następnego dnia, spowodował dalsze uszkodzenia i śmierć jednego z marynarzy. Uszkodzony okręt zawinął do hiszpańskiego portu Santander, gdzie załoga dokonała niezbędnych napraw. Okręt został następnie poddany półrocznemu remontowi w Bordeaux. W kolejnym rejsie bojowym, 16 marca 1943 roku, „Luigi Torelli” znów został zaatakowany przez lotnictwo alianckie, odnosząc uszkodzenia i tracąc kolejnego członka załogi, który zmarł w wyniku odniesionych ran. Podczas remontu okręt został przebudowany na jednostkę zaopatrzeniową, transportującą ładunki strategiczne z Dalekiego Wschodu. W pierwszy rejs w tej roli okręt wypłynął 14 czerwca 1943 roku, docierając do Singapuru. Po podpisaniu przez Włochy zawieszenia broni 8 września 1943 roku załoga okrętu została internowana przez Japończyków, którzy przekazali okręt Niemcom. Otrzymał on oznaczenie UIT-25 i kontynuował rejsy transportowe. W chwili kapitulacji III Rzeszy znajdował się na przeglądzie technicznym w stoczni w Kobe, gdzie został przejęty przez marynarkę japońską pod nowym oznaczeniem I-504. Stał się w ten sposób jednym z dwóch okrętów, służących w czasie II wojny światowej w trzech flotach państw Osi (drugim był okręt podwodny „Comandante Cappellini” typu Marcello). Wciąż znajdujący się w Kobe okręt został po kapitulacji Japonii przejęty przez Amerykanów i zatopiony 16 kwietnia 1946 roku.
- „Alessandro Malaspina”(inne języki) – położenie stoczni w stoczni OTO 1 marca 1939, wodowanie 18 lutego 1940, w służbie od 20 czerwca 1940. Otrzymał nazwę na cześć Alessandro Malaspiny, włoskiego podróżnika w służbie hiszpańskiej. Był pierwszym okrętem typu, który sforsował Cieśninę Gibraltarską i rozpoczął działania bojowe na Atlantyku. Zaginął bez wieści wraz z całą załogą we wrześniu 1941 roku.
- „Maggiore Baracca” – położenie stępki 1 marca 1939, wodowanie 21 kwietnia 1940, wejście do służby 10 lipca 1940. Stocznia OTO. Nazwany od Francesco Baraccy, włoskiego asa myśliwskiego z lat I wojny światowej. We wrześniu 1940 roku przepłynął Cieśninę Gibraltarską kierując się na Atlantyk. 7 września 1941 roku został poważnie uszkodzony i zmuszony do wynurzenia przez brytyjski niszczyciel eskortowy HMS „Croome” typu Hunt II. Na skutek uszkodzeń załoga zatopiła własną jednostkę, 32 członków załogi zostało uratowanych przez okręty brytyjskie.

Ogółem sześć okrętów podwodnych typu Marconi zatopiło w swych działaniach na Morzu Śródziemnym, Oceanie Atlantyckim i Indyjskim 38 alianckich jednostek o łącznym tonażu 216 227 BRT oraz uszkodziło 17 kolejnych.